# Bugzilla
A Bugzilla egy ingyenes, nyílt forráskódú program, amelyet szoftverhibák nyilvántartására és kezelésére használnak. Segítségével a fejlesztők könnyen követhetik, hogy milyen hibákat találtak a programjukban, mikor jelentették őket, ki dolgozik rajtuk, és mikor lettek kijavítva.
A Bugzilla egy olyan internetes program, amellyel hibákat lehet nyomon követni és szoftvereket lehet tesztelni. Eredetileg a Mozilla csapata készítette, és egy külön erre a célra kitalált engedéllyel (Mozilla Nyilvános Licenc) adták ki.
1998-ban a Netscape nevű cég tette közzé, nyílt forráskóddal – ez azt jelenti, hogy bárki megnézheti, módosíthatja és használhatja. Azóta sokféle szervezet használja a Bugzilla-t hibák nyilvántartására, akár ingyenes és nyílt szoftverekhez, akár zárt, céges programokhoz. Több ismert projekt is használja, például a Mozilla Alapítvány, a WebKit, a Linux rendszermag (kernel), a FreeBSD, a KDE, az Apache, az Eclipse és a LibreOffice. A Red Hat nevű cég is használja, de lassan áttér egy másik hasonló programra, amit Jira-nak hívnak.
A Bugzilla különlegessége, hogy saját magát is képes kezelni – vagyis a saját hibáit is ezen a rendszeren keresztül lehet jelenteni és követni.

## Története
A Bugzilla ötlete eredetileg Terry Weissman nevéhez fűződik, aki 1998-ban dolgozta ki a még induló Mozilla.org projekt számára. Célja az volt, hogy egy nyílt forráskódú alkalmazást hozzon létre, amely leváltja a Netscape Communications belső hibakövető rendszerét, amelyet akkoriban a Netscape Communicator programcsomag hibáinak nyomon követésére használtak.
A Bugzilla kezdetben a Tcl nevű programnyelven íródott, de Weissman még a nyilvános megjelenés előtt úgy döntött, hogy átírja Perl nyelvre. Ezt azért tette, mert úgy gondolta, hogy a Perl népszerűbb nyelv abban az időben, és így több ember tudna hozzájárulni a fejlesztéshez, miután a Netscape nyílt forráskódú kezdeményezéseinek részeként közzéteszik a programot.
A Bugzilla 2.0 volt az első olyan verzió, amely már Perl-ben készült el, és ezt adták ki elsőként nyilvánosan – az akkoriban használt anonim CVS rendszeren keresztül (ez egy verziókezelő rendszer volt).
2000 áprilisában Weissman átadta a Bugzilla projekt vezetését Tara Hernandez-nek. Az ő vezetése alatt a rendszeres közreműködők közül néhányan nagyobb felelősséget vállaltak a fejlesztésben, és a Bugzilla fejlődése egyre inkább közösségvezéreltté vált. Később, 2001 júliusában, amikor Hernandez figyelmét más feladatai is lekötötték a Netscape-nél, a projekt irányítását Dave Miller vette át, aki 2020-ig még mindig a projekt vezetője volt.
A Bugzilla 3.0 verziót 2007. május 10-én adták ki. Ez a változat megújult felhasználói felületet (UI), XML-RPC interfészt, egyéni mezőket és hibamegoldási lehetőségeket, mod_perl támogatást, megosztható kereséseket és jobb UTF-8 támogatást tartalmazott, valamint számos más fejlesztést is hozott.
A Bugzilla 4.0 verzió 2011. február 15-én jelent meg, míg a Bugzilla 5.0 kiadása 2015 júliusában történt meg.

## Rendszerkövetelmények
A Bugzilla működéséhez a következő rendszerkövetelmények szükségesek:
- Egy kompatibilis adatbázis-kezelő rendszer
- A Perl 5 programnyelv megfelelő verziója
- Többféle Perl-modul (kiegészítő csomagok)
- Egy kompatibilis webkiszolgáló (webszerver)
- Egy megfelelő levelezőszerver, például SMTP-kiszolgáló vagy más levéltovábbító rendszer

Jelenleg a következő adatbázis-rendszerek támogatottak: MariaDB, MySQL, PostgreSQL, Oracle és SQLite.
A Bugzilla-t általában Linux rendszeren telepítik, Apache HTTP Server használatával, de bármely más webszerver is használható, amely támogatja a CGI futtatását – például a Lighttpd, a Hiawatha vagy a Cherokee.
A Bugzilla telepítése parancssoros módon történik, és több lépésből áll, amelyek során ellenőrzi a rendszerkövetelményeket és a szükséges szoftverek meglétét, illetve azok képességeit.

## Felépítés
A Bugzillát akár ügyfélszolgálati rendszerként, feladatkezelőként vagy projektvezető eszközként is lehetne használni, mert a programban megvan ehhez a lehetőség. A fejlesztők azonban úgy döntöttek, hogy inkább arra koncentrálnak, hogy a Bugzilla egy olyan program legyen, amely segít a szoftverhibák (programhibák) követésében és kezelésében.

## Zarro Boogs
A Bugzilla akkor, amikor egy hibakeresés nem ad vissza találatot, a „zarro boogs found” (azaz „talált zarro boogs”) szöveget jeleníti meg a szokásos „0 bugs found” („0 hiba található”) helyett.
A „Zarro Boogs” kifejezés szándékosan hibás – a „zero bugs” (azaz „nulla hiba”) szavak elírt változata –, így önmagában is egyfajta „bugos” (hibás) kijelentés. Ez egy meta-utalás a hibakeresés természetére: arra céloz, hogy még ha látszólag nincs is hiba, akkor is lehetnek olyanok, amelyekre még nem derült fény.
A Bugzilla forráskódjában a következő megjegyzés található a fejlesztők számára, akik esetleg nem értik ezt a furcsa kifejezést:
Zarro Boogs Found
Ez csupán egy vicces módja annak, hogy közöljük: a lekérdezésednek megfelelő hibát nem találtunk.

Amikor Terry Weissmant megkérték, hogy magyarázza el ezt az üzenetet, a következőt mondta:
"Már korábban is kértek, hogy magyarázzam el ezt... Valamikor régen, amikor a Netscape kiadta a 4.0-s böngészőverzióját, tartottunk egy kiadási bulit. Természetesen hatalmas erőfeszítések történtek, hogy az ismert hibák mind javításra kerüljenek a kiadás előtt. Természetesen ez végül nem sikerült teljesen. (Ez nem egyedi eset, nem csak a Netscape-nél fordul elő, és nem csak a 4.0-s verziónál – ilyet minden szoftverprojektnél láttam már.)
A bulin pólókat osztogattunk, amelyeken valami olyasmi állt, hogy: Netscape 4.0: Zarro Boogs. Pont, mint a szoftver: a pólókon sem volt „ismert” hiba. Aha.

Szóval amikor hibákra keresel, és nem kapsz találatot, ez tekinthető egy barátságos emlékeztetőnek: természetesen vannak hibák, amelyek illenek a keresésedre – csak még nincsenek rögzítve a hibakövető rendszerben..."
— Terry Weissman

## WONTFIX
A WONTFIX  címkét a Bugzilla-ban és más hibakövető rendszerekben használják. Ez azt jelzi, hogy egy valóban létező, megerősített hibát nem fognak kijavítani, többféle lehetséges ok miatt – például mert a javítás túl drága, túl bonyolult, vagy túl kockázatos lenne.